# Kerewan Samba Sira
Kerewan Samba Sira (Schreibvarianten: Kerewan, Kerewan Mandinka, Kerewan Bakary und Kerewan Fula) ist eine Ortschaft im westafrikanischen Staat Gambia.
Nach einer Berechnung für das Jahr 2013 leben dort etwa 2283 Einwohner, das Ergebnis der letzten veröffentlichten Volkszählung von 1993 betrug 1597.

## Geographie
Kerewan Samba Sira liegt am südlichen Ufer des Gambia-Flusses in der Central River Region, Distrikt Fulladu West. Der Ort liegt unmittelbar an der South Bank Road zwischen Brikama Ba und Taifa Saikou, rund 3,9 Kilometer südöstlich von Brikama Ba und 2,5 Kilometer nordwestlich von Taifa Saikou.

## Kultur und Sehenswürdigkeiten
Nach einer Auflistung des National Centre for Arts and Culture war Kerewan ein Standort eines Tatos. Es war das Tato des Foday Kabba.